# Фрідріх Вільгельм Путцгер
Фрідріх Вільгельм Путцгер (нім. Friedrich Wilhelm Putzger;  1849, Німеччина —  1913) — німецький історик, картограф.

## Атласи та карти
1877 р. Атлас  «F. W. Putzger.  Historischer Schul-Atlas» (складався з 27 основних та 48 додаткових карт). З 1877 р. по 1922 р. відбулося 43 видання атласу під назвою «F.W. Putzgers Historischer Schul-Atlas»; 44-62 видання з 1923 р. по 1942 р. під назвою «F.W. Putzgers Historischer Schul-Atlas. Große Ausgabe»; 63-79  видання з 1954 р. по 1960 р. під назвою «F.W. Putzger Historischer Schul-Atlas»; 80-104  видання з 1961 р. по 2011 р. під назвою «Putzger Historischer Weltatlas». Карти подано за виданнями 1877, 1881, 1887, 1888, 1900 рр.
В атласі 1877 р. видання на карті «Europa am Ende des 15. Jahrhunderts» (Європа наприкінці 15 ст.) Південна Україна позначена як Zaporogische Kosak (Запорозькі Козаки).